# Agatirsi
Gli Agatirsi (in greco antico: Ἀγάθυρσοι) furono una popolazione tracica che abitava relativamente vicino alla Sarmatia (le attuali regioni di Banato e Transilvania).
I loro singolari costumi e usanze sono descritti da Erodoto: ad esempio, essi erano soliti affliggersi delle nascite e gioire delle morti, poiché consideravano la vita come piena di mali e la morte come una liberazione.